# Elecciones presidenciales de Colombia de 1922
En 1922 se efectuaron en Colombia las elecciones para presidente de la República. El candidato ganador, Pedro Nel Ospina, gobernó el país en el periodo 1922-1926.

## Candidatos y campañas
La siguiente es la lista de candidatos inscritos (por orden alfabético).

La elección enfrentó a dos generales retirados que gozaban de amplio respaldo popular, los cuales participaron en la Guerra de los Mil Días: Benjamín Herrera y Pedro Nel Ospina, este último hijo del expresidente Mariano Ospina Rodríguez.

El triunfo de Ospina y la consecuente derrota liberal no estuvo exenta de sospechas de fraude. Un caso representativo fue dado a conocer por el expresidente Marco Fidel Suárez, al citar un telegrama dirigido a Ospina de un gamonal de Cáqueza, Cundinamarca, quien una semana después de los comicios comentaba que los conservadores continuaban votando.

Estas denuncias llevaron a algunos liberales a sugerir una insurrección armada, la cual fue desautorizada por Herrera al reconocer los resultados electorales en la Convención Nacional de su partido reunida en Ibagué.

El triunfo conservador aseguró la continuidad de su hegemonía y mostró una recuperación electoral del liberalismo, el cual volvía a presentar desde 1898 un candidato respaldado por todas las fuerzas del partido. Sin embargo, ante las dudas sobre la legitimidad del resultado, los liberales se abstuvieron de participar en la contienda de 1926.

## Resultados
| Candidato | Candidato | Candidato                | Formación | Cargos públicos |
| --------- | --------- | ------------------------ | --------- | --- |
|           |           | Pedro Nel Ospina 63 años | Militar   | - Senador de la República de Colombia (1922-1926) - Ministro de Obras Públicas de Colombia (1926-1927) - Director general de la Federación Nacional de Cafeteros de Colombia (1930-1934) |
|           |           | Benjamín Herrera 70 años | Militar   | - Ministro De Agricultura y Comercio (1915-1916) |